# Éclipse solaire du 13 septembre 2015
Une éclipse solaire partielle a eu lieu le 13 septembre 2015. Il s'agit de la 10e éclipse partielle du XXIe siècle.

## Zone de visibilité

Carte animée de l'éclipse du 13 septembre 2015.

Cette éclipse a concerné le sud de l'Afrique, ainsi que le sud de Madagascar ; puis a touché l'Antarctique oriental.